# Barnabás Varga
Barnabás Varga, né le 25 octobre 1994 à Szombathely, est un footballeur international hongrois. Il joue au poste d'avant-centre au Ferencváros TC.

## Biographie

### Carrière en club
Barnabás Varga est formé au Szombathelyi Haladás. En 2010, il rejoint le club autrichien du SV Eberau, en Autriche, alors qu'il est originaire de la ville de Szentpéterfa non loin de la frontière autrichienne et de la ville d'Eberau. Varga débute alors sa carrière senior en quatrième division autrichienne.
En 2016, il rejoint le SV Mattersburg. Il dispute son premier match chez les professionnels en Bundesliga le 24 septembre 2016 contre le SV Ried. Le 19 novembre 2016, il marque son premier but contre le SKN Sankt Pölten.
En janvier 2019, Varga rejoint le SV Lafnitz en deuxième division autrichienne.
Le 16 janvier 2020, il fait son retour en Hongrie en rejoignant le Gyirmót FC Győr qui évolue alors en deuxième division. En 2021, après la promotion du club en première division, il prolonge son contrat jusqu'en 2023, avec une année supplémentaire en option.
Le 27 juin 2022, il rejoint le Paksi FC. Lors de la saison 2022-2023, il est le meilleur buteur du Championnat de Hongrie avec 26 buts. Il est aussi meilleur joueur de champ de la saison.
Le 1er juin 2023, Barnabás Varga rejoint le Ferencváros TC. Il dispute son premier match international le 11 juillet 2023 contre le KÍ Klaksvík au premier tour de qualification à la Ligue des champions. À l'issue de la saison, le Ferencváros est sacré champion de Hongrie.

### Carrière internationale
Barnabás Varga honore sa première sélection en équipe de Hongrie le 27 mars 2023 contre la Bulgarie en qualifications à l'Euro 2024.
Le 20 juin 2023, lors de sa première titularisation, il marque son premier but international face à la Lituanie.
En mai 2024, il fait partie des joueurs sélectionnés par Marco Rossi pour participer à l'Euro 2024. Dès le premier match de son équipe le 15 juin 2024, il inscrit un but face à la Suisse après un centre de Dominik Szoboszlai, seul but d'une défaite 3-1. 
Le 23 juin 2024, alors qu'il est titulaire dans le match contre l'Écosse comptant pour la troisième journée de la phase de groupes de l'Euro 2024, l'arrière latéral écossais Anthony Ralston et lui sont percutés à la 69e minute par le gardien écossais Angus Gunn lors d'une sortie aérienne. Barnabás Varga reçoit le coude du gardien dans la tête, et, après avoir chuté, il est mis en position latérale de sécurité, couvert d'un drap par ses coéquipiers puis est évacué sur civière,. Dans la soirée de l'incident, la Fédération hongroise de football indique que l'attaquant a eu « plusieurs os du visage brisés » et a subi une « commotion cérébrale » mais qu'il est dans un état stable.

## Palmarès

### En club
- Ferencváros TC
  - Vainqueur du Championnat de Hongrie en 2024

### Distinctions personnelles
- Meilleur buteur du Championnat de Hongrie en 2023 (26 buts)[19] et 2024 (20 buts)[20]